# ロックの逆襲 -スーパースターの条件-/21世紀型行進曲
「ロックの逆襲 -スーパースターの条件-/21世紀型行進曲」（ロックのぎゃくしゅう -スーパースターのじょうけん-/にじゅういっせいきがたこうしんきょく）は、雅-miyavi-のメジャーデビューシングル。2004年10月20日発売。発売元はユニバーサルJ。

## 概要
- 初回盤A[1],B[2]と通常盤[3]の計3タイプが発売。
- 初回盤A,Bそれぞれ「ロックの逆襲 -スーパースターの条件」、「21世紀型行進曲」MV収録DVD同梱。
- 通常盤はMV撮影のオフショットをCD EXTRA仕様で収録。
- 現在で自己最多の売上を記録。
- プロデューサーはキング・クリムゾンなどのプロデュースを手掛けたMachine。
- マスタリングはニッケルバックなどを手掛けたジョージ・マリノが参加。

## 収録曲

### 初回盤A／通常盤
作詞・作曲・編曲：MYV
CD
1. ロックの逆襲 -スーパースターの条件-
2. 21世紀型行進曲

DVD　初回盤A
1. ロックの逆襲 -スーパースターの条件-（ミュージック・ビデオ）

### 初回盤B
作詞・作曲・編曲：MYV
CD
1. 21世紀型行進曲
2. ロックの逆襲 -スーパースターの条件-

DVD　初回盤B
1. 21世紀型行進曲（ミュージック・ビデオ）